# سید امیرحسین علوی
سید امیرحسین علوی امندانی (زادهٔ ۱۳۵۸) شهردار کلانشهر  رشت بوده است. علوی از طریق آشنایی با جبار کوچکی‌نژاد در جریان انتخابات مجلس هشتم وارد عرصهٔ  تبلیغات برای نمایندگان مجلس  شد. او در دوره‌های چهارم تا ششم شورای اسلامی شهر رشت عضو این شورا بود و در ۷ مهر ۱۴۰۰ با رأی اعضای شورا به‌عنوان شهردار رشت انتخاب شد و تا 18 تیر 1401 که استیضاح شد، در این سمت باقی ماند.

## زندگی‌نامه
سید امیر حسین علوی در ۱۳۵۸ زاده شد. او پس از تحصیل در رشتهٔ ریاضی فیزیک در دبیرستان، در رشتهٔ مهندسی مکانیک از دانشگاه گیلان فارغ‌التحصیل شد.و در حال حاضر مدرک دکترای مدیریت شهری را دارا میباشد .
او در سال ۱۳۸۲ شرکت روگاگستر را تأسیس کرد که شرکت در زمینهٔ تولید محصولات پلیمری بود و در سال ۱۳۸۵ عنوان واحد نمونهٔ استاندارد ایران کسب کرد. این شرکت در سال ۱۳۸۹ نیز عنوان واحد برتر استاندارد را به‌دست آورد و علوی نیز به‌عنوان مدیر این شرکت، عنوان مدیر واحد نمونهٔ صنعتی استان گیلان را از آن خود کرد.

## شورای شهر و شهرداری رشت
سید امیر حسین علوی طی سه دوره چهارم پنجم و ششم عضو و رئیس شورای شهر رشت بود.
پس از استعفای سید محمد احمدی، علوی در ۷ مهر ۱۴۰۰ با کسب ۹ رأی از سوی اعضای شورای شهر رشت، به‌عنوان شهردار رشت انتخاب شد و در نهایت با تأیید حکم توسط وزارت کشور به این سمت منصوب شد.

### استیضاح
علوی نخستین بار در ۱۱ اسفند ۱۴۰۰ برای پاسخ به پرسش‌های اعضای شورای شهر حاضر شد که با ۷ رأی مخالف، ۲ موافق و یک ممتنع، در سمت خود ابقاء شد.
در ۱۲ تیر ۱۴۰۱ مجدداً جلسه‌ای برای استیضاح علوی در شورای شهر رشت برگزار شد که کمی پیش از برگزاری لغو شد. اما در ۱۸ تیر همان سال جلسهٔ دیگری برای استیضاح او برگزار شد و با هشت رأی موافق، او از سمت شهرداری رشت برکنار شد و مجتبی دانا به‌عنوان سرپرست شهرداری رشت جایگزین او شد.

### بازگشت و خروج از شهرداری رشت
در تاربخ ۲۱ شهریور ۱۴۰۱ با صدور حکم موقت توسط دیوان عدالت اداری به شهرداری رشت بازگشت. و نیز در مرحله تجدید نظر دیوان عدالت اداری دستور موقت لغو شد که نتیجه آن از شهرداری رشت مجددا به نوعی می توان گفت برکنار شد.